# ای‌سی هتلز
ای‌سی هتلز (انگلیسی: AC Hotels) شرکت مهمان‌نوازی آمریکایی است، که در سال ۱۹۹۸ تأسیس شد.